# Oborniki (gmina)

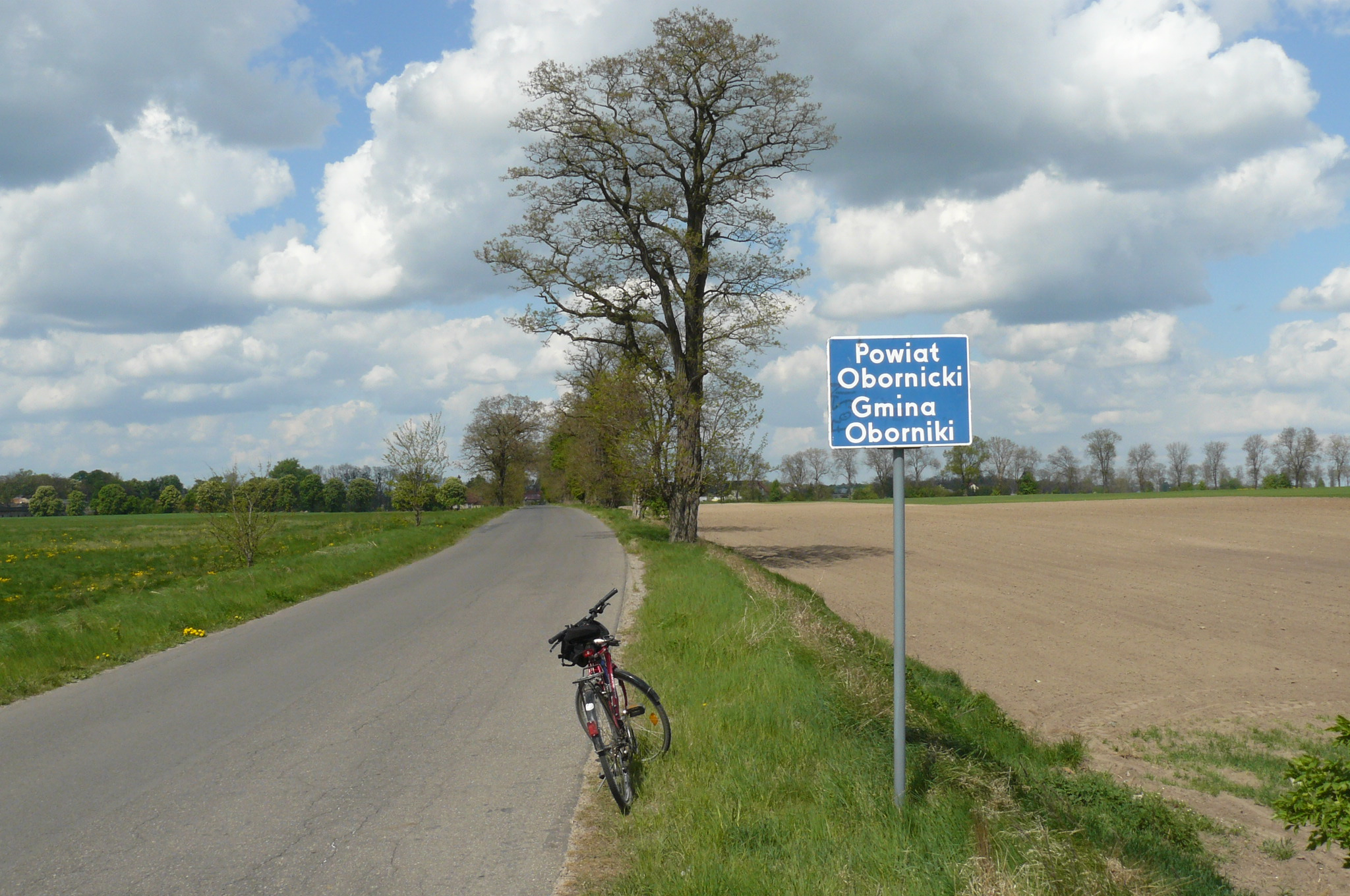
Krajobraz gminy Oborniki – droga Zielątkowo – Wargowo

Oborniki (do 1954 r. miasto Oborniki wraz z 2 gminami: Oborniki-Północ i Oborniki-Południe) – gmina miejsko-wiejska w województwie wielkopolskim, w powiecie obornickim. W latach 1975–1998 gmina zlokalizowana była w województwie poznańskim. Siedzibą gminy są Oborniki.
Według danych z 31 grudnia 2017 gminę zamieszkiwały 34 082 osoby.

## Geografia
Gmina Oborniki usytuowana jest 25 km na północ od Poznania, nad Wartą i ujściem do niej Wełny. Środkową część gminy zajmuje Kotlina Gorzowska. Elementem dominującym w krajobrazie są lasy. Największe obszary leśne znajdują się w północno-zachodniej części, stanowią one wschodnią część Puszczy Noteckiej. Ważnym elementem środowiska geograficznego są rzeki o charakterze nizinnym. Nad jedną z nich – Wełną – znajduje się rezerwat przyrody Słonawy. Na terenie gminy funkcjonuje prywatne lądowisko Oborniki-Słonawy.

## Struktura powierzchni
Według danych z 2002 r. gmina Oborniki ma obszar 340,16 km², w tym:
- użytki rolne: 52%
- użytki leśne: 38%

Gmina stanowi 47,73% powierzchni powiatu.

## Demografia
Dane z 30 czerwca 2004:
| Opis                              | Ogółem | Ogółem | Kobiety | Kobiety | Mężczyźni | Mężczyźni |
| --------------------------------- | ------ | ------ | ------- | ------- | --------- | --------- |
| jednostka                         | osób   | %      | osób    | %       | osób      | %         |
| populacja                         | 31 332 | 100    | 15 937  | 50,9    | 15 395    | 49,1      |
| gęstość zaludnienia (mieszk./km²) | 92,1   | 92,1   | 46,9    | 46,9    | 45,3      | 45,3      |

- Piramida wieku mieszkańców gminy Oborniki w 2014 r.[4].

## Sołectwa
Bąblin, Bąblinek, Bąbliniec, Bogdanowo, Chrustowo, Dąbrówka Leśna, Gołaszyn, Gołębowo, Górka, Kiszewko, Kiszewo, Kowalewko, Kowanowo, Kowanówko, Lulin, Łukowo, Maniewo, Marszewiec, Nieczajna, Niemieczkowo, Nowołoskoniec, Objezierze, Ocieszyn, Osowo Nowe, Pacholewo, Podlesie, Popowo, Popówko, Przeciwnica, Rożnowo, Sławienko, Słonawy, Stobnica, Sycyn, Ślepuchowo, Świerkówki, Urbanie, Uścikowiec, Uścikowo, Wargowo, Wychowaniec, Wymysłowo, Żerniki, Żukowo.

## Sąsiednie gminy
Murowana Goślina, Obrzycko, Połajewo, Rogoźno, Rokietnica, Ryczywół, Suchy Las, Szamotuły